# فرودگاه شهرستان اوشنو
فرودگاه اوشنو کانتی (به انگلیسی: Oceano County Airport) یک فرودگاه همگانی است که یک باند فرود آسفالت دارد و طول باند آن ۷۰۹ متر است. این فرودگاه در کشور ایالات متحده آمریکا قرار دارد و در ارتفاع ۴٫۳ متری از سطح دریا واقع شده‌است.